# Val Müstair (kommun)
Val Müstair är en kommun i regionen Engiadina Bassa/Val Müstair i den schweiziska kantonen Graubünden. Den omfattar den schweiziska delen av dalen med samma namn. Denna har i sin tur fått namn efter klostret i Müstair som har sitt ursprung i det sena 700-talet. Kloster heter på latin monasterium, och detta ord har sedan utvecklats till det nutida rätoromanska ortnamnet Müstair.

## Indelning

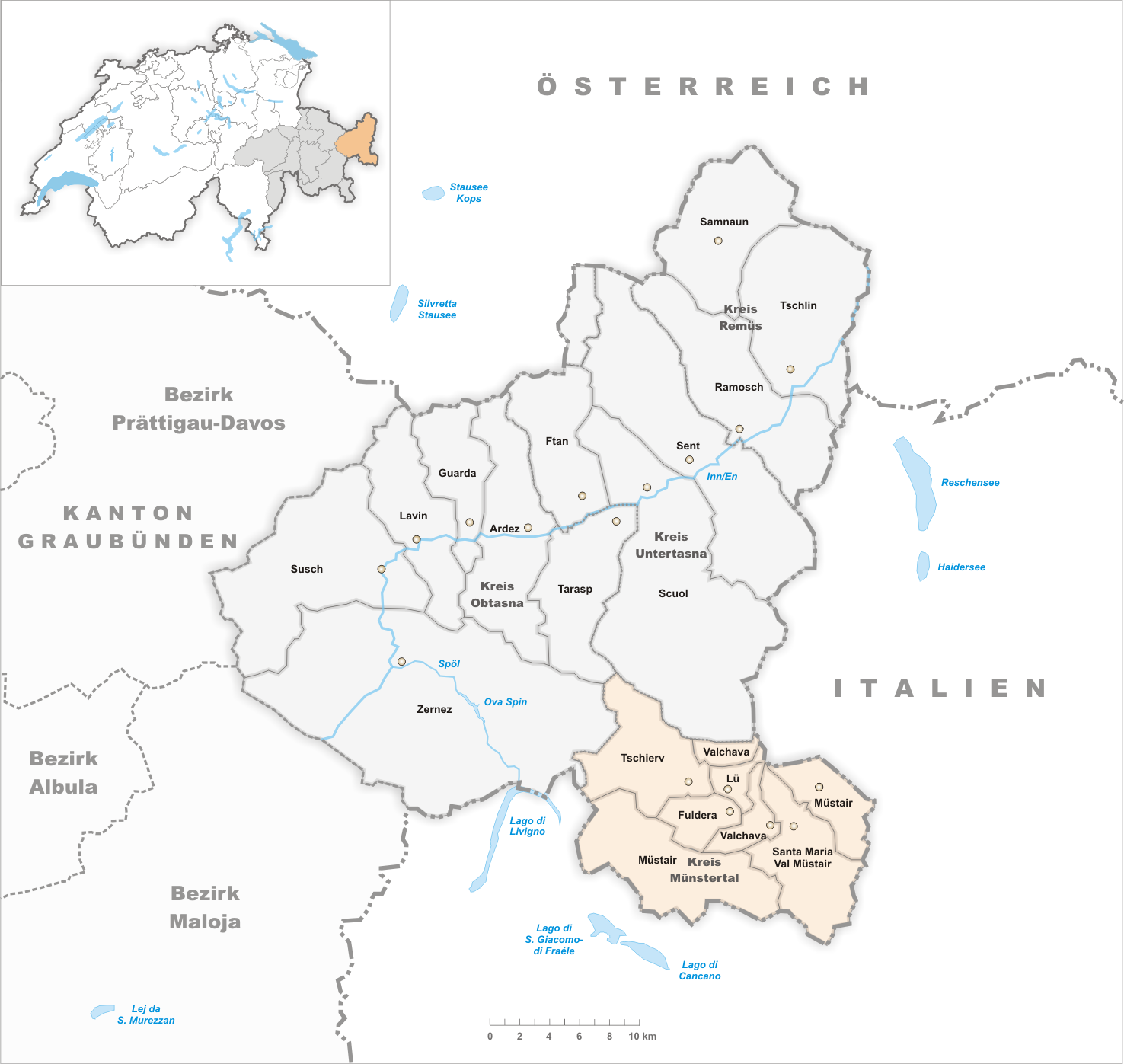
Kommunindelningen i Val Müstair före 2009

Val Müstair var under perioden 1879-2008 uppdelad på sex kommuner, men 2009 fusionerades de till en enda: Val Müstair utgjorde tidigare ett eget distrikt, som 2001 lades till distriktet En (Inn), vilket i sin tur 2016 ersattes av den nuvarande regionen Engiadina Bassa/Val Müstair. 
De tidigare kommunerna var:
- Fuldera
- Lü
- Müstair
- Santa Maria Val Müstair
- Tschierv
- Valchava

## Språk och religion
Det traditionella språket i Val Müstair är jauer, en variant av det rätoromanska idiomet vallader. Det tyska språket har inte vunnit lika stort insteg här som på så många andra håll, och tre fjärdedelar av befolkningen har ännu rätoromanska som modersmål, vilket också är det språk som används i skola och kommunal förvaltning. Flertalet församlingar övertog den reformerta läran runt 1530, med undantag för Müstair som förblev katolskt. I dag är befolkningen dock ganska blandad mellan de olika trosinriktningarna, oavsett på vilken ort man bor.